# Philippe Baudains
Philippe Baudains, né le 21 avril 1836 dans la paroisse de Saint-Jean sur l'île de Jersey et mort le 4 juin 1908, est un juriste, avocat, franc-maçon, homme politique et connétable de Saint-Hélier. 

## Biographie
Philippe Baudains entra dans un cabinet d'avocats à l'âge de 15 ans comme commis. Il fut formé en droit par l'un des proscrits français qui accompagnaient Victor Hugo en exil à Jersey. 
En 1860, il devient membre de la franc-maçonnerie grâce à ses relations amicales avec ses amis proscrits français. Il devint Vénérable de la loge de langue française de Jersey la loge "La Césarée". Avec ses amis proscrits français, il fonde la loge maçonnique "Les Amis de l'Avenir".
Philippe Baudains continua ses études de droit à Paris avant de réussir l'examen de qualification pour le Barreau de Jersey où il a prêté serment comme avocat à l'âge de 32 ans en 1868. 
En 1873, il fut l'un des membres fondateurs de la Société Jersiaise. 
En 1879, il se présenta comme député, mais ne fut pas élu. Par contre dès 1881 il fut élu connétable de Saint-Hélier (réélu en 1884, 1887, 1890 et 1893). Il était un grand défenseur de la langue française et se faisait appeler Monsieur le Maire.
Philippe Baudains instaura la mise en place dans l'assemblée des États de Jersey, le vote à bulletin secret, mais il n'abolit pas les droits seigneuriaux ancestraux jersiais.
En 1896, il partit pour l'Angleterre pour des raisons de santé. Entre-temps ses amis lui édifièrent une statue à son effigie dans du granite provenant d'une carrière de chez lui. Il revint guéri en 1897, mais amaigri contrairement à la statue qui le représentait comme avant son opération chirurgicale. 
En 1899, il fut élu député.